# Wesmaelius barnardi
Wesmaelius barnardi är en insektsart som först beskrevs av Bo Tjeder 1955.  Wesmaelius barnardi ingår i släktet Wesmaelius och familjen florsländor. Inga underarter finns listade i Catalogue of Life.